# 維克車站
維克车站（英語：Wick railway station）是蘇格蘭高地北部維克镇的火车站 ，也是远北线的终点站，位於維克警察局和凯斯内斯綜合医院附近。 

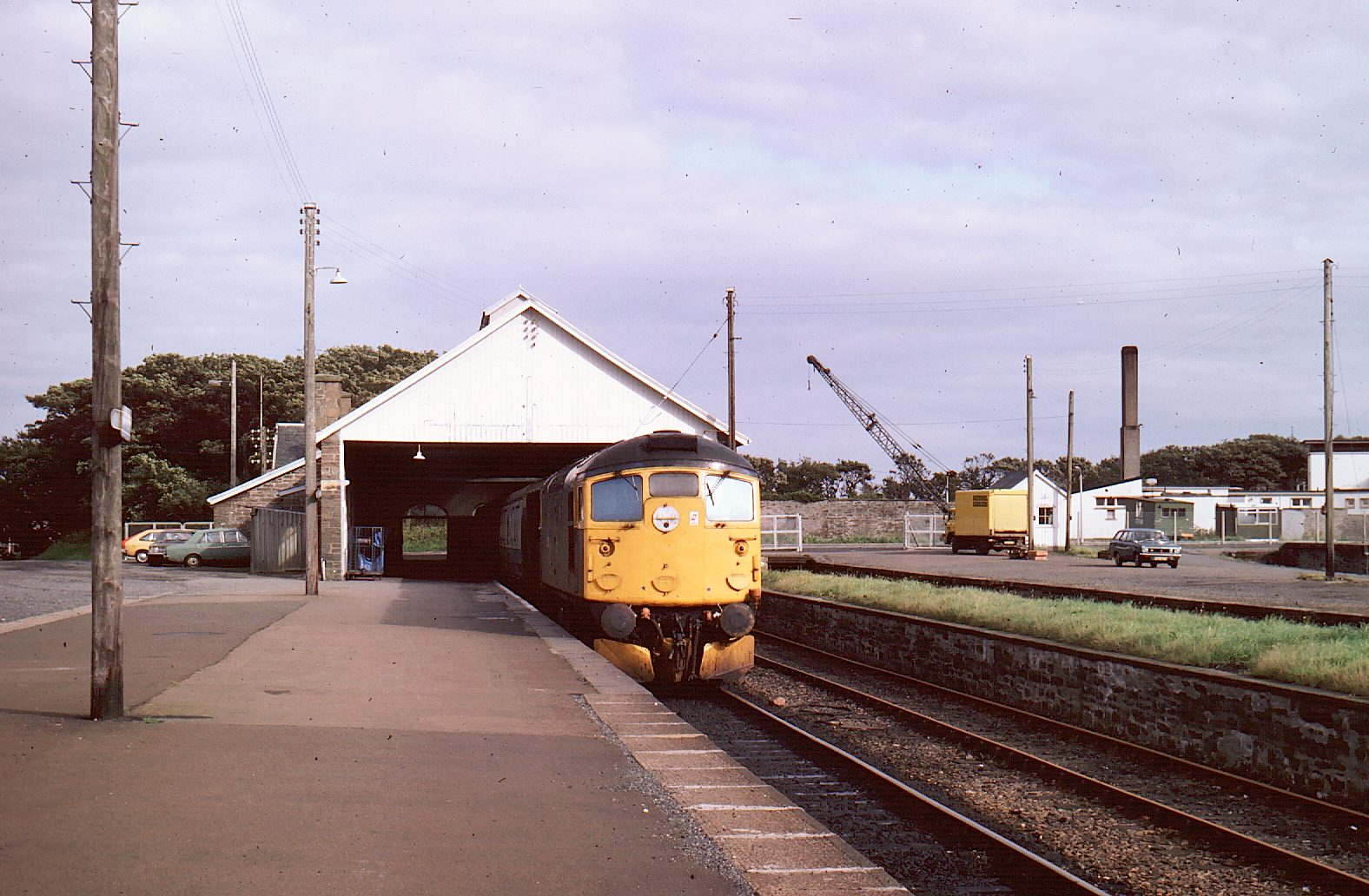
維克车站，1980年8月（時仍為英国铁路營運）。

本车站最初由萨瑟兰和凯斯内斯铁路（Sutherland and Caithness Railway）興建，于1874年啟用。  本站有一個直徑14公尺的轉車台 ，还有一个車庫，可容纳四部機車。此外还设有一个特殊的装载台，用于装载鲱鱼運往南方。 
本站距離因弗內斯站259.8公里，站內唯一的月台長度足以容納十節車廂的列車。 

## 服务
本站是阿貝里奧蘇格蘭鐵路營運之遠北線的终点站，路線起點站為因弗内斯站。 
雖然遠北線有一些列車的終點是瑟索站（該站是支線終點，在喬治馬斯分岔站分支而出），但開往瑟索站的列車到站後會由喬治馬斯分岔站回送到維克站。 
周一至周六
- 每天有四班车開往因弗內斯，時間分别為06：18、08：02、12：34和16:00。[4]

星期日
- 只有一班開往因弗內斯的列車，時刻為11时58分。